# Sami Slama
Sami Slama (arab. سامي سلامة ;ur. 2 stycznia 1995) – francuski, a od 2023 roku tunezyjski zapaśnik walczący w stylu klasycznym. Zajął trzynaste miejsce na mistrzostwach świata w 2017. Triumfator igrzysk panarabskich w 2023. Brązowy medalista mistrzostw Afryki w 2023. Mistrz arabski w 2023 roku. 